# Pauline Sperry
Pauline Sperry (* 5. März 1885 in Peabody, Massachusetts; † 24. September 1967 in Pacific Grove, Kalifornien) war eine US-amerikanische Mathematikerin.
Sie stammte aus Peabody im Essex County. Den College-Abschluss machte sie am Smith College. 1906 wurde sie ins Phi Beta Kappa gewählt. 1908 wurde sie mit Susan Miller Rambo als Assistentin in Mathematik am Smith College eingestellt und war dort als Lehrerin tätig. Ab 1913 studierte sie Mathematik an der University of Chicago und machte ihren Ph.D. dort 1916. Sigma Xi ehrte sie danach. Ein weiteres Jahr lehrte sie dann am Smith College. Ihre akademische Karriere begann 1917 an der University of California, Berkeley. Dort wurde sie 1923 die erste Assistenzprofessorin. Sie war auf den Gebieten Analytische Geometrie und Differentialgeometrie tätig. In der McCarthy-Ära geriet sie wie Hans Lewy in Schwierigkeiten und wurde 1950 suspendiert, aber 1952 auf Gerichtsbeschluss wieder formal eingesetzt, obwohl sie inzwischen das Rentenalter erreicht hatte. Politisch trat sie aktiv für das Quäkertum und gegen Kernwaffentests ein. Sie gründete in Port-au-Prince, Haiti die Step by Step school, wo Kinder unterrichtet und mit Essen versorgt wurden. Sie starb in Pacific Grove.